# オールドワイフ
オールドワイフ（学名：Enoplosus armatus）は、スズキ目エノプロスス科に分類される魚の一種。オーストラリアの沿岸固有種。エノプロスス科では唯一の現生種である(単型)。

## 分類と名称

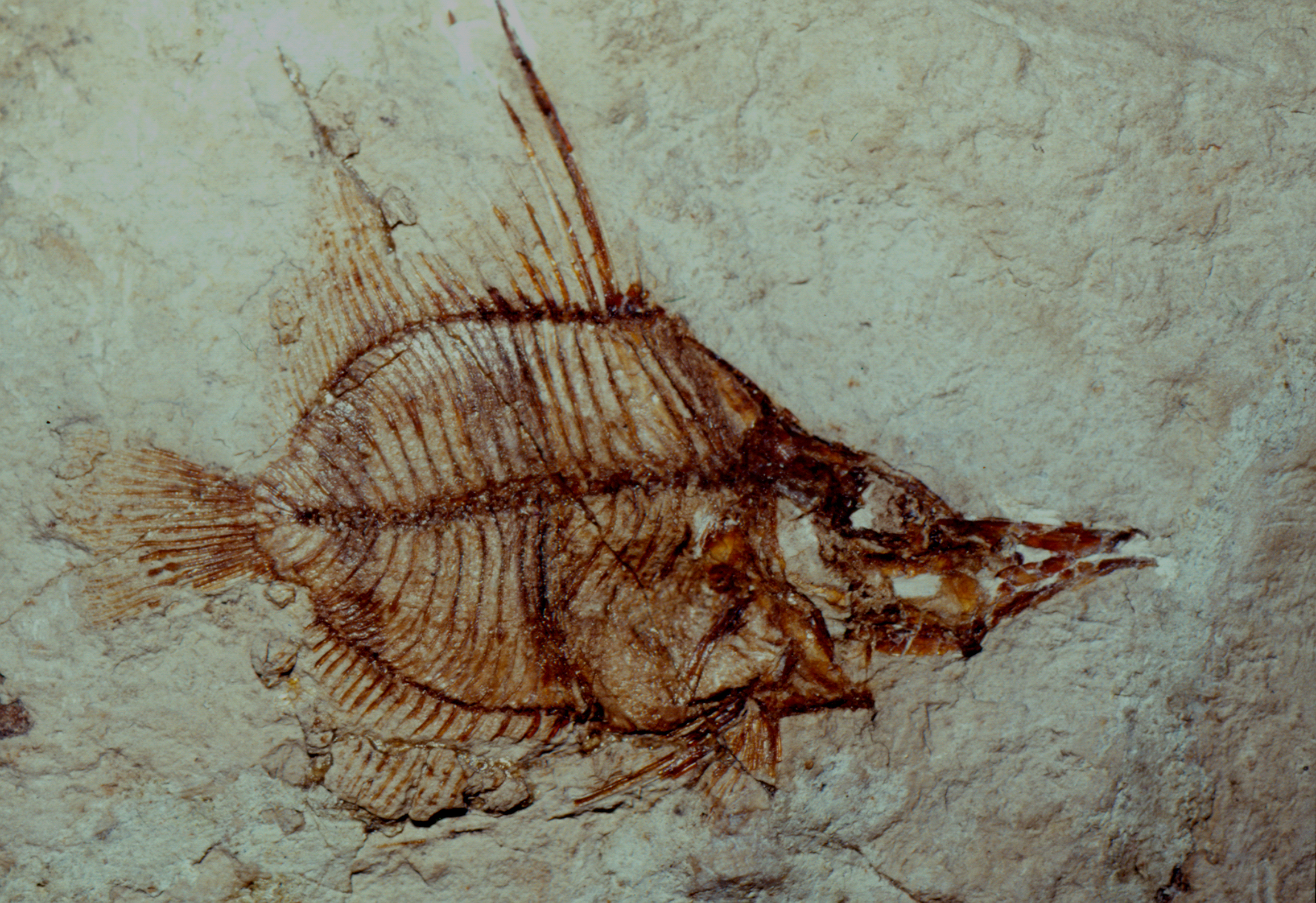
5000万年前の Enoplosus pygopterus の化石。本種と同属であり、縞模様も似ている。

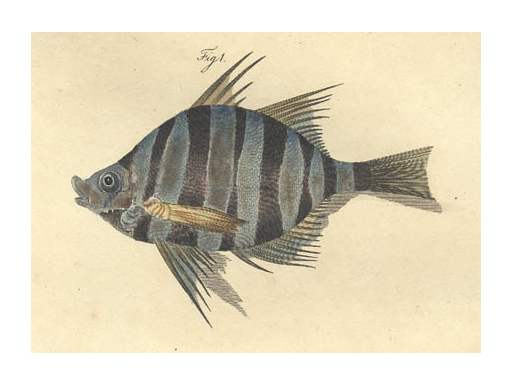
1790年、ジョン・ホワイトの航海日誌に記載された本種の原記載のイラスト。画家トーマス・ワトリング作。

本種は1790 年にジョン・ホワイトによって彼の著作である『A Journal of a Voyage to New South Wales』の中で記載された。ホワイトの執筆を支援したジョージ・ショーが記載者という考えもある。ホワイトは当初、本種をチョウチョウウオ科の種とし、long-spined chaetodon (Chætodon armatus) と命名した。その後ベルナール・ジェルマン・ド・ラセペードによって独自の属に分類され、ジョルジュ・キュヴィエによって独自の科に分類された。
1836年、ルイ・アガシーはモンテ・ボルカから本種の近縁種の化石を発見し、Enoplosus pygopterus と命名した。この種は形態や模様が本種とかなり似ており、5000万年間姿がほとんど変わっていないと分かった。
「オールドワイフ(老婆)」という名前は、捕まえられると歯を用いてギシギシと音を出す事による。bastard doryやdouble scalareとも呼ばれる。

## 分布と生息地
クイーンズランド州のフレーザー島から、タスマニア島を含む西オーストラリア州まで、オーストラリア南部に分布する。水深100 m以浅の岩礁や藻場、入江に生息し、幼魚は汽水域にも進出する。

## 形態

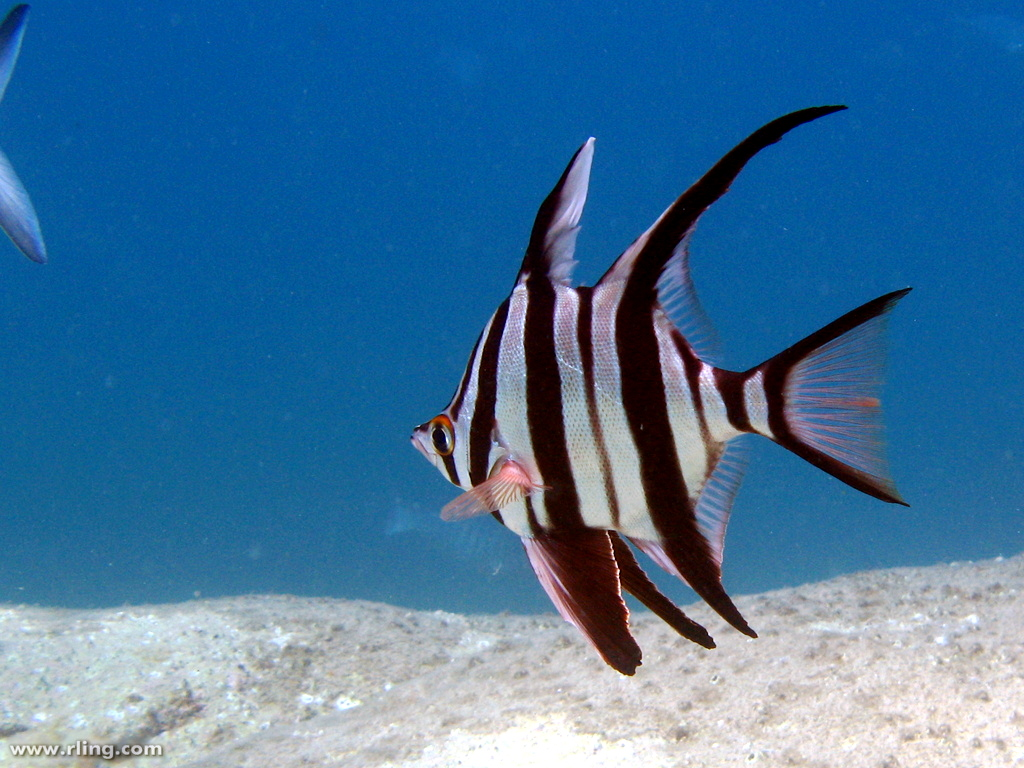
第2背鰭は長く、鎌状である

体は側扁した楕円形で体高は高く、額は凹み吻は尖っている。これらの特徴はチョウチョウウオ科に似ている。しかし背鰭、臀鰭、腹鰭が長く、第一背鰭と第二背鰭は完全に分離しているため簡単に区別できる。特に第二背鰭は長く、鎌状になっている。背鰭は合計で9棘と14 - 15軟条から、臀鰭は3棘と14 - 15軟条から成る。椎骨は26個。背鰭棘は鋭く、毒があり刺されると痛むとされているが、明らかな毒腺などは観察されていない。

## 生態
エビやゴカイを好んで食べる。稚魚は掃除魚として他の魚の寄生虫を食べることもある。普段は単独かペアだが数百匹の群れを成すこともある。